# Phelsuma guimbeaui
Phelsuma guimbeaui är en ödleart som beskrevs av  Mertens 1963. Phelsuma guimbeaui ingår i släktet Phelsuma och familjen geckoödlor. Inga underarter finns listade i Catalogue of Life.